# 777

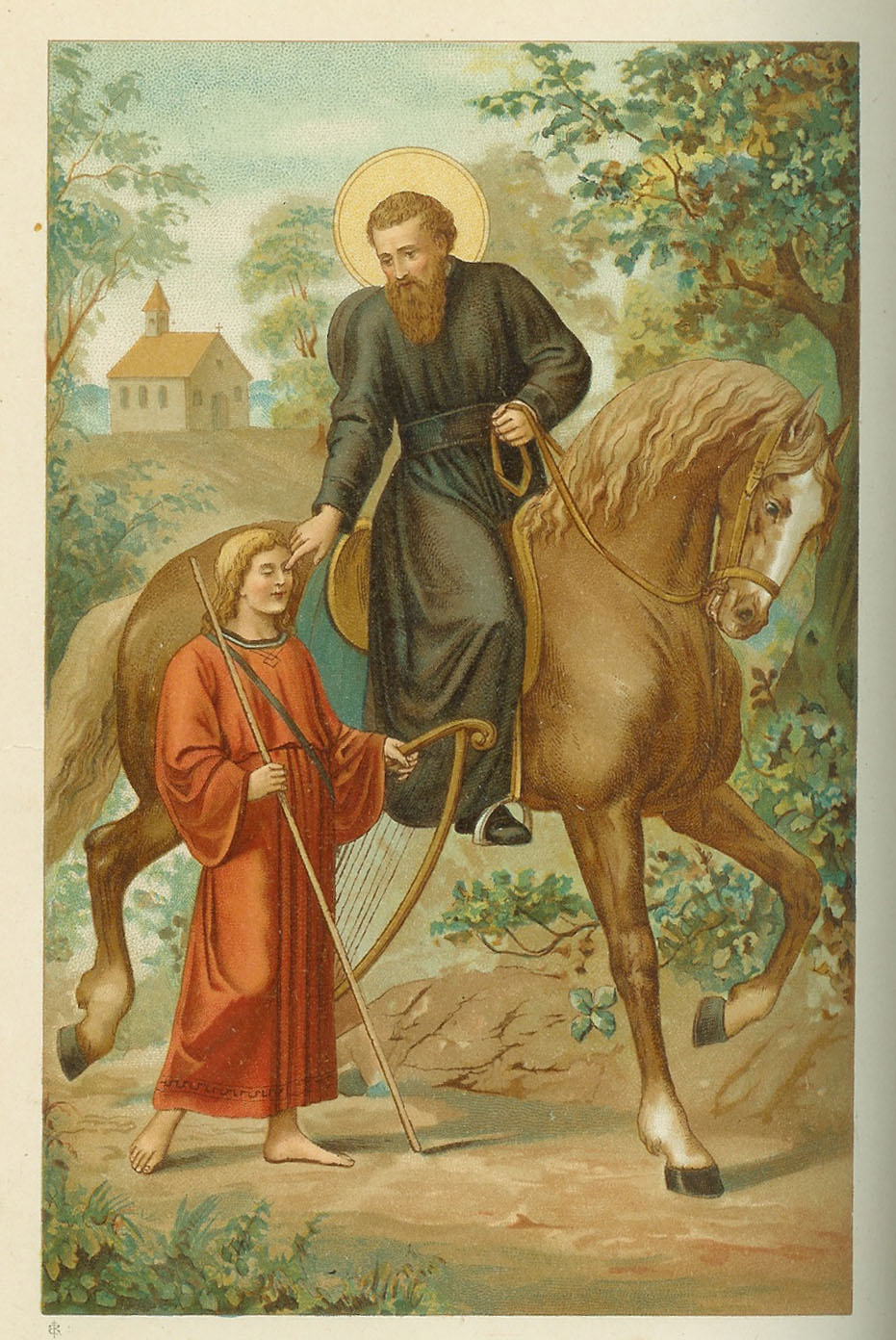
Liudger geneest de blinde bard Bernlef

Het jaar 777 is het 77e jaar in de 8e eeuw volgens de christelijke jaartelling.

## Gebeurtenissen

### Europa
- Saksenoorlog: Koning Karel de Grote brengt het paasfeest door op het Valkhof in Nijmegen. Hij vertrekt met een Frankisch expeditieleger naar Nedersaksen en houdt in Paderborn een bijeenkomst, een voorloper van de Rijksdag, vertegenwoordigd door de Frankische en Saksische adel. Hij stelt Sturmius, abt van Fulda, aan om de veroverde gebieden te hervormen en de kerken met hun nederzettingen (kloosters) hiervoor te gebruiken.
- Karel de Grote ontvangt een Arabische delegatie van de pro-Abbasiden in Al-Andalus (huidige Spanje). Ze vragen hem militaire steun te leveren tegen emir Abd al-Rahman I die de stad Zaragoza dreigt te veroveren. Hij breidt het machtsgebied van het emiraat Córdoba verder uit naar het noorden.
- Begin van de Karolingische renaissance in het Frankische Rijk: in een periode van vernieuwing ontstaat er een toenemende belangstelling voor klassieke cultuur met Byzantijnse invloeden (waarschijnlijke datum).

### Afrika
- Abd al-Rahman ibn Rustam wordt verkozen tot imam en verenigt de Ibadi-Berberstammen. Hij sticht in de provincie Tiaret (huidige Algerije) de dynastie van de Rustamiden.

## Religie
- Het bisdom Utrecht krijgt zijn definitieve vorm; het omvat het grootste deel van wat nu Nederland ten noorden van de grote rivieren en Zeeland is (waarschijnlijke datum).
- Liudger, Friese missionaris, begint zijn apostelwerk in Deventer. Hij herbouwt de door de Saksen verwoeste kerk van Sint Lebuïnus.

## Geboren
- Pepijn van Italië, zoon van Karel de Grote (overleden 810)

## Overleden
- Ibrahim al-Fazari, Arabisch astronoom (waarschijnlijke datum)